# Grow Up (Olly Murs)
Grow Up è un brano musicale del cantante inglese Olly Murs. Il singolo è stato pubblicato come download digitale nel Regno Unito il 7 ottobre 2016 e in Italia il 4 novembre, è il secondo singolo estratto dal suo quinto album in studio 24 Hrs. La canzone è stata scritta da Olly Murs, Steve Robson, Camille Purcell, Wayne Hector.

## Video musicale
Il video musicale di Grow Up è stato pubblicato su YouTube il 12 ottobre 2016 ed ha una durata totale di 4 minuti e 5 secondi.

## Tracce
1. Grow Up – 3:45

## Successo
Grow Up ha debuttato al di fuori della top-quaranta sulla UK Singles Chart al numero 52. Nella sua seconda settimana è scesa al numero 56, poi al numero 53 nella terza settimana. Nella quarta settimana è scesa al numero 54 e poi nella quinta settimana è scesa ulteriormente alla posizione numero 61. La canzone sembrava che non avesse avuto successo, fino a quando Murs l'ha eseguita a The X Factor UK il 13 novembre 2016, così facendo il singolo ha scalato le classifiche ed ha raggiunto la posizione numero 25 (il suo picco) nella sesta settimana dall'uscita.

## Classifica
| Chart (2016)                          | Posizione di picco |
| ------------------------------------- | ------------------ |
| Irlanda (IRMA)                        | 48                 |
| Scozia (Official Charts Company)      | 8                  |
| Slovacchia (Rádio Top 100)            | 51                 |
| Ungheria (Rádiós Top 40)              | 29                 |
| Regno Unito (Official Charts Company) | 25                 |

## Pubblicazione
| Stato       | Data            | Formato           | Etichetta |
| ----------- | --------------- | ----------------- | --------- |
| Regno Unito | 7 Ottobre 2016  | Download Digitale | RCA       |
| Italia      | 4 November 2016 | Download Digitale | Sony      |